# Julivert
El julivert (Petroselinum crispum), és una espècie de planta amb flors del gènere Petroselinum dins la família de les apiàcies.
Addicionalment pot rebre els noms de cerfull, julivert de camp, julivert en rama i julivert ver. També s'han recollit les variants lingüístiques giunivert, givert, jolivert, juevert, juievert, julibert, julvert, junivert (a l'Alguer), juvert i juvevert.
De les varietats cultivars de julivert, la de fulles arrissades és més decorativa però amb un gust menys intens. És un dels condiments tradicionals de la cuina mediterrània. Normalment, se'n consumeixen les fulles, però també se'n pot menjar l'arrel.

## Ecologia
Es troba en zones temperades. Creix en substrats ben adobats: horts, jardins, pels voltants de camins, murs i zones rocoses. És una planta originària de Grècia i l'illa de Sardenya, que també es troba a la Mediterrània oriental, nord d'Àfrica i sud-oest d'Àsia. Actualment, es cultiva arreu del món, però sobretot en molts llocs d'Europa. Creix espontàniament en zones fresques al costat de parets i roques. Als Països Catalans apareix com a subespontània al voltant de les cases de pagès i, molt sovint, entre les roques de les parets fetes de pedra seca.

## Descripció
Petroselium crispum és una planta herbàcia (entre 20 cm - 1,5 m). L'arrel fa uns 10 cm de llargària per 2 cm d'ample, és napiforme, carnosa i té una tonalitat groguenca-ataronjada. De l'arrel surten les tiges, de tipus herbaci i ascendents. Les fulles, amb pecíols llargs, són tripinnades i dentades (o trilobulades amb folíols dentats). Les flors són pentàmeres i actinomorfes, de color groguenc-verdós i es troben agrupades en umbel·les compostes i planes. El calze està format per cinc sèpals. L'androceu consta de cinc estams alternats amb els cinc pètals que componen la flor. El gineceu és format per un pistil d'ovari ínfer de dos carpels (bicarpel·lar).
Els fruits són diaquenis (2 mm llarg per 1-2 mm d'ample) oval-arrodonits, que formen dos mericarpis separats. Normalment floreix al juny i fructifica al llarg de l'estiu.

## Taxonomia
Aquesta espècie va ser publicada per primer cop l'any 1866 a l'obra Flora Transsilvaniae Excursoria. Cibinii del botànic transilvà Johann Mihály Fuss (1814-1883).

### Subespècies
Dins d'aquesta espècie es reconeixen les següents subespècies:
- Petroselinum crispum subsp. crispumNativa de la península Balcànica.[7]
- Petroselinum crispum subsp. giganteum (Pau) Dobignard Nativa del Marroc.[8]

### Sinònims
A continuació s'enumeren els noms científics que són sinònims de Petroselinum crispum i de les seves subespècies.
- Sinònims de Petroselinum crispum:[2]

- Sinònims homotípics
  - Apium crispum Mill.
  - Petroselinum hortense var. crispum (Mill.) L.H.Bailey
  - Petroselinum sativum var. crispum (Mill.) Gaudin
  - Petroselinum vulgare var. crispum (Mill.) Gray
- Sinònims heterotípics
  - Carum petroselinum var. crispum (Mill.) Beck

- Sinònims heterotípics de la subespècie Petroselinum crispum subsp. crispum:[7]

- Ammi petroselinoides C.Presl ex DC.
- Anisactis segetalis Dulac
- Apium laetum Salisb.
- Apium latifolium Mill.
- Apium latifolium Poir.
- Apium occidentale Calest.
- Apium peregrinum (L.) Crantz
- Apium petroselinum L.
- Apium petroselinum var. angustifolium Hayne
- Apium petroselinum var. variegatum Nois.
- Apium petroselinum var. vulgare Nois.
- Apium romanum Zuccagni
- Apium tuberosum Steud.
- Apium vulgare Lam.
- Bupleurum petroselinoides Spreng.
- Carum peregrinum L.
- Carum petroselinum (L.) Benth. & Hook.f.
- Carum vulgare Druce
- Cnidium petroselinum DC.
- Helosciadium oppositifolium (Kit. ex Schult.) G.Reuss
- Ligusticum peregrinum L.
- Petroselinum anatolicum Freyn & Sint.
- Petroselinum crispum var. angustifolium (Hayne) Reduron
- Petroselinum crispum f. angustifolium (Hayne) Danert
- Petroselinum crispum f. breve (Alef.) Danert
- Petroselinum crispum var. erfurtense Danert
- Petroselinum crispum f. hispanicum (Alef.) Danert
- Petroselinum crispum var. neapolitanum Danert
- Petroselinum crispum var. petroselinum (L.) Reduron
- Petroselinum crispum var. radicosum (Alef.) Danert
- Petroselinum crispum f. radicosum (Alef.) Danert
- Petroselinum crispum f. tenuisectum (Danert) Danert
- Petroselinum crispum subsp. tuberosum (Bernh. ex Rchb.) Soó
- Petroselinum crispum f. variegatum (Nois.) Danert
- Petroselinum crispum var. vulgare (Nois.) Danert
- Petroselinum crispum f. vulgare (Nois.) Danert
- Petroselinum fractophyllum Lag. ex Sweet
- Petroselinum hortense Hoffm.
- Petroselinum hortense f. tenuisectum Danert
- Petroselinum macedonicum Bubani
- Petroselinum peregrinum (L.) Lag.
- Petroselinum petroselinum (L.) H.Karst.
- Petroselinum romanum (Zuccagni) Sweet
- Petroselinum sativum Hoffm.
- Petroselinum sativum Hoffm. ex Gaudin
- Petroselinum sativum var. breve Alef.
- Petroselinum sativum subsp. crispum Schübl. & G.Martens
- Petroselinum sativum convar. foliosum Alef.
- Petroselinum sativum var. hispanicum Alef.
- Petroselinum sativum var. latifolium (Mill.) Gaudin
- Petroselinum sativum var. longum Alef.
- Petroselinum sativum convar. radicosum Alef.
- Petroselinum sativum var. silvestre Alef.
- Petroselinum sativum subsp. tuberosum Schübl. & G.Martens
- Petroselinum sativum var. variegatum (Nois.) Alef.
- Petroselinum sativum var. vulgare (Nois.) Alef.
- Petroselinum selinoides DC.
- Petroselinum thermoeri Weinm.
- Petroselinum tuberosum Bernh. ex Rchb.
- Petroselinum vulgare Lag.
- Petroselinum vulgare Hill
- Petroselinum vulgare var. latifolium Gray
- Peucedanum intermedium Simonk.
- Peucedanum petroselinum (L.) Desf.
- Selinum petroselinum (L.) E.H.L.Krause
- Siler japonicum (Thunb.) Tanaka
- Sison peregrinum Spreng.
- Sium japonicum Thunb.
- Sium oppositifolium Kit. ex Schult.
- Sium petroselinum Vest
- Wydleria portoricensis DC.

- Sinònims de la subespècie Petroselinum crispum subsp. giganteum:[8]

- Sinònims homotípics
  - Danaa gigantea Pau
  - Petroselinum crispum var. giganteum (Pau) Maire
  - Petroselinum hortense var. giganteum (Pau) Maire
  - Petroselinum sativum var. giganteum (Pau) Font Quer
  - Physospermum giganteum (Pau) M.Hiroe
- Sinònims heterotípics
  - Petroselinum crispum var. gracillimum Maire

## Farmacologia

### Droga usada com a medicinal
La droga de la planta està constituïda pels fruits, però també se n'usen les fulles i les arrels.

### Composició química
La composició de l'oli essencial del julivert, segons la part de la planta, és la següent:
- Fruit, anomenat erròniament llavor (2-7%): apiol, miristicina, tetra-metoxi-alilbenzè, aldehids, cetones, terpens, alcohols terpènics i petròsid. Els tres primers poden arribar a constituir el 50% de l'oli essencial.
- Fulles (0,05-0,3%): apiol, miristicina (>85%), 1,3,8-p-mentatriè, 1-metil-4-isopropenilbenzè i terpens.
- Arrel (0,1-0,5%): apiol, miristina.[9]

Els metabòlits més abundants en el julivert són els flavonoides (apiïna, apiol, luteonina…)

### Accions farmacològiques
El julivert s'usa com a:
- Antianèmic/vitamínic: evita l'anèmia, ja que és molt ric en minerals i en vitamines.
- Antiescorbútic: preveu les afeccions causades per la manca o insuficiència de vitamina C.
- Antiespasmòdic: disminueix els espasmes.
- Antimicrobià: té activitat antibacteriana.
- Antipirètic/vasodilatador: serveix per a disminuir la febre. Els seus elements són medicaments que poden actuar donant lloc a una vasodilatació perifèrica general.
- Antirraquític: combat el raquitisme.
- Antireumàtic
- Antixeroftàlmic: combat la xeroftàlmia o xeroma, aspecte sec o mat de la conjuntiva causat per la manca de vitamina A.
- Aperitiu: obre les vies digestives i obre la gana.
- Carminatiu: ajuda a expulsar les flatositats gàstriques i intestinals.
- Depuratiu: antisèptic de la sang, tub digestiu i vies urinàries.
- Desintoxicant: afavoreix l'eliminació de toxines i substàncies pertorbadores.
- Diürètic/laxant: afavoreix l'eliminació del líquid del cos. L'apiol, junt amb la miristicina, té un efecte irritant sobre la mucosa urinària. Estudis recents demostren que aquestes substàncies impedeixen el bon funcionament de la bomba sodi-potassi i, com a conseqüència, es crea un flux osmòtic d'aigua cap a la llum de l'intestí.
- Emmenagog: regula la menstruació i en rebaixa els dolors. Actua sobre l'úter.
- Estimulant general nerviós, i de les fibres musculars llises
- Estomacal: afavoreix la digestió.
- Expectorant: ajuda a expectorar o a eliminar substància per via oral.
- Pectoral: enforteix els pulmons i ajuda a curar-ne els mals.
- Regenerador capil·lar
- Resolutiu: ajuda a curar nafres, ferides, etc.
- Vermífug: ajuda a l'expulsió de cucs paràsits intestinals.[10]

### Ús medicinal
El julivert s'usa per a afavorir la digestió, contribueix a eliminar les flatulències i obrir la gana, ja que és un bon carminatiu. Gràcies a la seva qualitat diürètica, s'usa per a l'eliminació de líquids corporals, sobretot en casos d'obesitat, malalties reumàtiques i cardíaques associades amb l'acumulació d'aigua al cos.
La presència d'apiol i miristicina fan que sigui un bon emmenagog i s'usi per a alleujar els dolors de la menstruació.
De forma externa s'usa com a col·liri per a alleujar irritacions de l'ull, com a relaxant en infusions i per combatre l'halitosi.

### Ús etnomedicinal i popular
L'ús que es fa del julivert a nivell popular és molt divers:
- Infusions (tres tasses diàries): s'empra en casos de tos, refredats, bronquitis, trastorns menstruals, nerviosisme, reumatisme, flatulències, cistitis, edemes, còlics intestinals i com a galactagog.
- Als cabells: per combatre polls.
- Ingestió en fresc: com a condiment en àpats ajuda a eliminar gasos i té un efecte diürètic.
- Decocció de l'arrel.

Popularment, s'havia fet servir com un remei contra el mal alè (halitosi) i se sap que les dones de la Grècia antiga el feien servir per dissimular davant els seus marits que havien begut vi.

### Formes galèniques
- Infusió: al 2-4% de les fulles o 1-2% de les llavors. S'administren 2-3 tasses diàries.
- Decocció: a partir d'una arrel trossejada (2-3 g per tassa o 10-12 g/l), i se n'administren 3 tasses al dia.
- Extracte de fluid: en relació 1:1 en 25% d'alcohol, basant-se en 2-4 ml, 3 vegades al dia.
- Tintura: en relació 1:5, s'administren 50-100 gotes, 1-3 vegades al dia.
- Pols: tant el fruit com l'arrel, basant-se en 2-5 g/dia. Al mercat nord-americà s'expenen càpsules de julivert que contenen 430–455 mg per unitat.
- Suc: a partir de les fulles fresques, s'administren 10-15 gotes, 1-3 vegades per dia.
- Oli essencial: 2-3 gotes en una mica d'aigua i/o sucre, fins a 3 vegades per dia.[9]

### Toxicitat i efectes adversos
Com altres plantes considerades inofensives, el julivert és lleugerament tòxic consumit en grans quantitats. Quan l'apiol es troba en quantitats elevades, actua sobre el sistema nerviós de manera que pot provocar hematúria, hiperglucèmia i paràlisi muscular. A més, la miristicina és estupefaent i es comporta com un agent al·lucinogen. L'apigenina presenta un efecte sedant en el SNC (sistema nerviós central).

### Interaccions medicamentoses
El julivert no pot consumir-se en grans quantitats en els casos següents:
- IMAO (inhibidors de la monoaminooxidasa): el julivert potencia l'acció d'aquesta substància.
- Drogues anticoagulants: la vitamina K que es troba en el julivert pot antagonitzar l'acció dels anticoagulants.
- Agents antidepressius: la presència de miristicina pot desencadenar una síndrome serotoninèrgica.

## Estatus legal i estat de conservació
Les fulles de julivert es recullen tallant tot el pecíol, intentant no fer malbé la tija principal. El creixement n'és molt ràpid; així, doncs, fa nous talls i pecíols de seguida. Les fulles es poden usar fresques o congelades. També se'n troben de seques, però aquestes perden part de l'aroma.
No és recomanable tenir el julivert en remull perquè la vitamina C és hidrosoluble i es pot perdre. A l'hora de netejar-lo, sobretot si està pansit, és millor fer-ho amb aigua calenta perquè després es tritura millor.
Les arrels recollides a la tardor es poden guardar en pots de vidre quan siguin seques.

## Història
Galè, que exercia a Pèrgam i a Roma, es feia portar julivert expressament des de Macedònia, ja que atribuïa a les fulles d'aquesta planta propietats resolutives i vulneràries, és a dir, útil per a curar ferides. Antigament, es confiava en les virtuts del julivert emprat en diverses malalties i subministrat de formes variades. Més que un condiment, els terapeutes i els naturalistes de l'antiguitat, des d'Hipòcrates fins a Galè, ja parlaven del Petroselinum com una substància que feia orinar i menstruar.
Dioscòrides, metge dels exèrcits de Neró, a més, també deia que era útil contra les ventositats de l'estómac i de l'intestí. Dioscòrides recomanava als soldats dur a sobre fulles de julivert per recobrar forces i procurar energia i aquests les prenien abans dels combats.
Els romans van dur el julivert de la zona mediterrània a Britànnia (Anglaterra) -van ser els britans els qui van descriure les virtuts d'aquesta planta-, i des d'aquí es va estendre a la resta del món. Els antics grecs solien usar el julivert per coronar els atletes victoriosos i també per adornar els sepulcres dels familiars difunts.
Molt valorat pels jueus, els comerciants cristians van començar a regalar-lo durant el segle xiii, per menysprear els jueus. Aquesta tradició s'ha estès fins a l'actualitat.

## Fotos

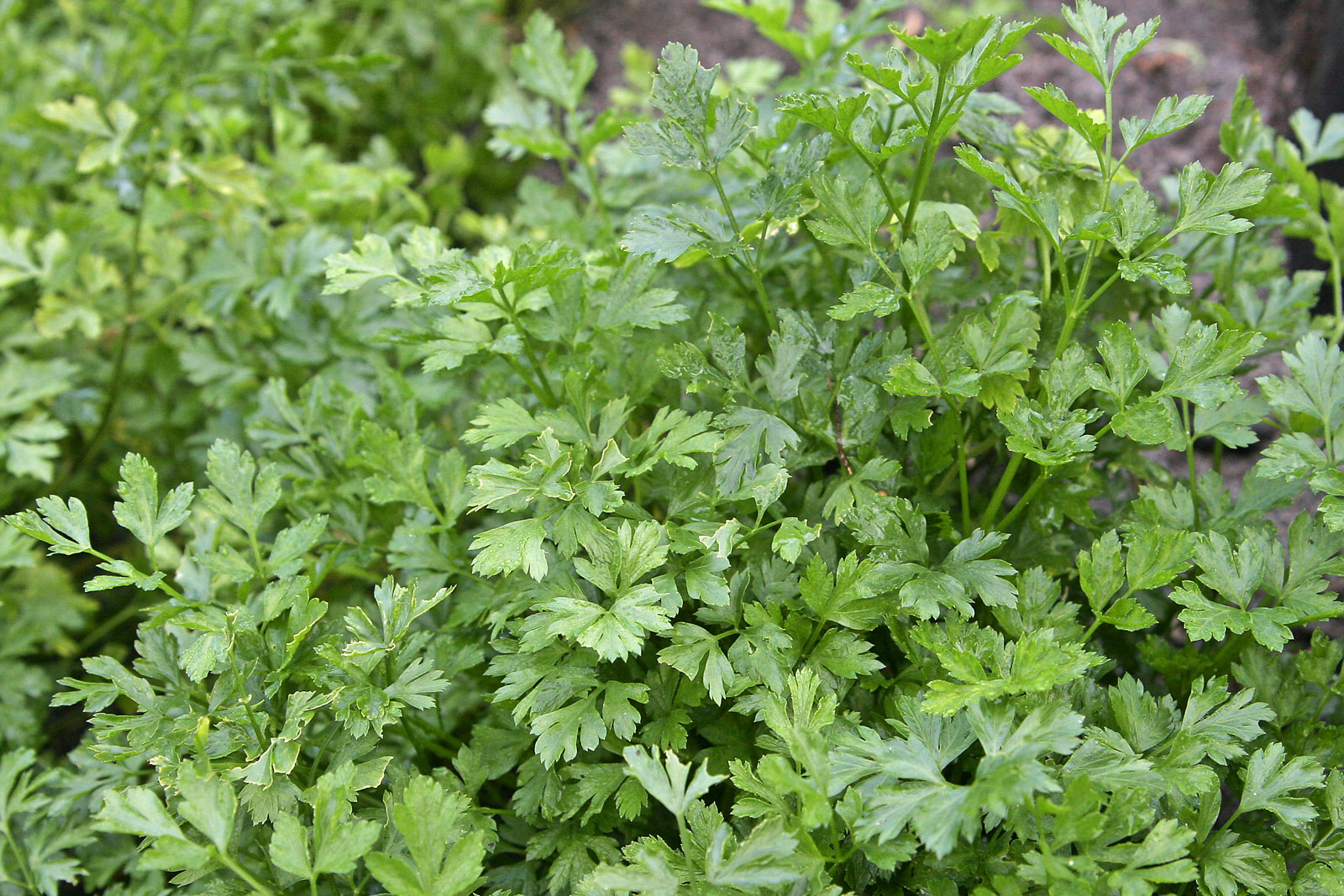
Planta de julivert
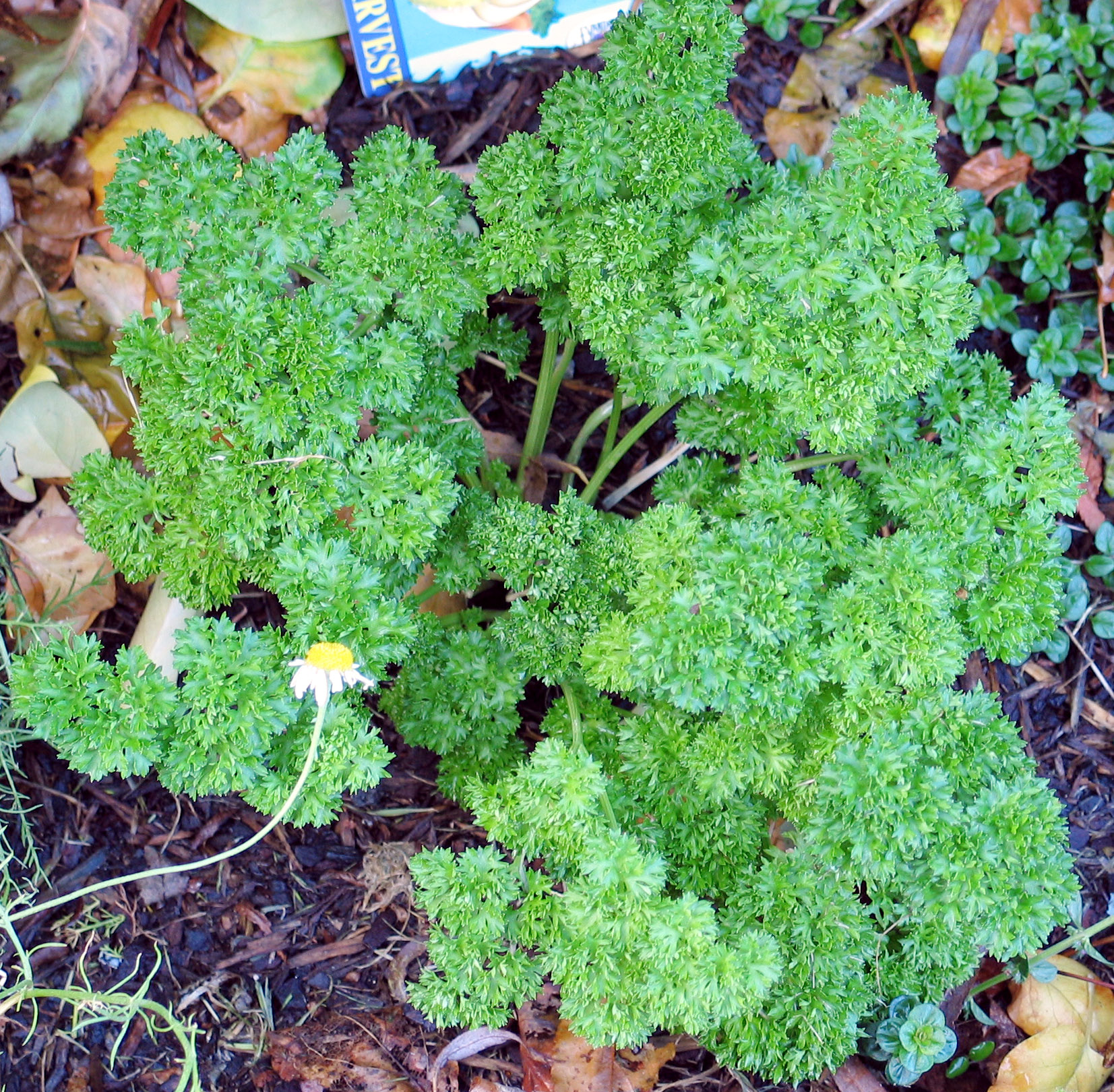
Julivert arrissat
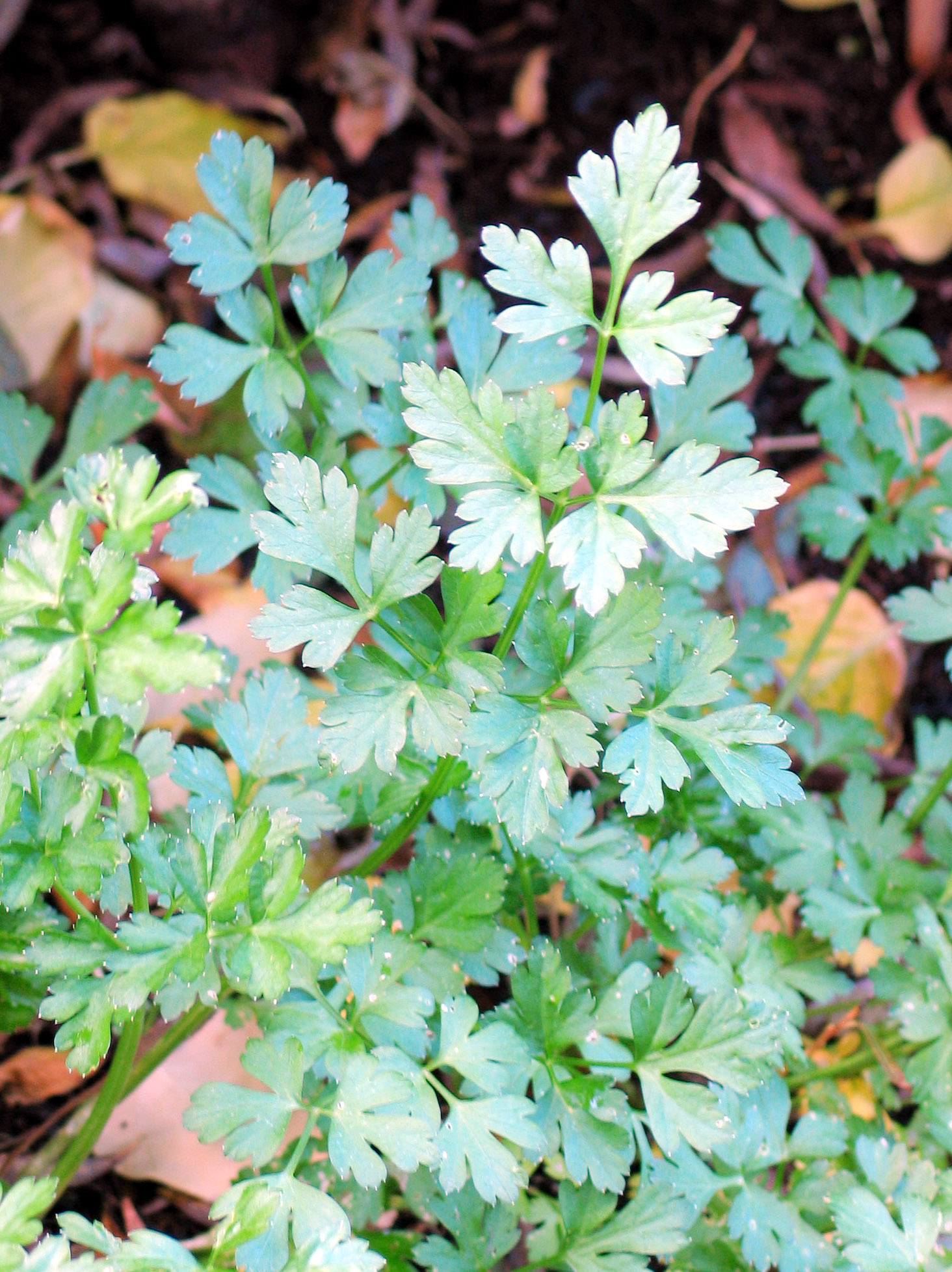
Julivert comú